# Manuel Vilas
Manuel Vilas Vidal (Barbastro, Huesca, 19 de julio de 1962) es un poeta y escritor español. Su novela más conocida es Ordesa (2018). Fue finalista del Premio Planeta 2019 por su novela Alegría y ganador del Premio Nadal en 2023 por su novela Nosotros.

## Biografía
Estudió Filología Hispánica y ejerció durante más de veinte años como profesor de secundaria en diversos institutos.
En sus entrevistas ha explicado que a los trece años "quería formar una banda de rock and roll, pero como no tenía talento me dediqué a la literatura, que era lo más próximo que podía haber a lo que yo andaba buscando." Tras leer a Rimbaud y a Baudelaire empezó a escribir poesía e hizo inmersión en la literatura, asegurando que cree en la "literatura transmedia". Ha colaborado en diversos medios de comunicación, el Heraldo de Aragón y El Mundo,  periódicos del grupo Vocento, así como en los suplementos literarios Magazine (La Vanguardia), Babelia (El País) y ABC Cultural (ABC). También es colaborador de El País (2019) y de la Cadena SER.  

## Obra
Es autor de la biografía novelada Lou Reed era español (Malpaso, 2016) y del libro de viajes América (Círculo de Tiza, 2017) escrito a partir de su estancia en Iowa donde ha sido profesor de literatura.  Su estilo integra el discurso realista con las imágenes visionarias. Como narrador ha desarrollado una importante labor crítica de la cultura, y en sus obras abunda la parodia, los mitos del pop y la reflexión sobre el capitalismo.[cita requerida]
En 2018 publicó Ordesa (Alfaguara), una novela sobre la relación entre padres e hijos en formato autobiográfico. Explica que empezó a escribirla poco después de la muerte de su madre, en mayo de 2014.

A pesar de ver espectros por todas partes, había belleza en los adioses que estaba presenciando: el adiós a mi madre, el adiós a mi matrimonio, y el adiós a mí mismo. Lo malo fue que desde la primavera del 2013 hasta junio de 2014 el alcohol pasó a gobernar mi vida. Dejé de beber el 9 de junio de 2014.

De Ordesa se editaron 14 ediciones en menos de un año vendiendo más de cien mil ejemplares. Ha sido libro del año 2018 para medios como El País, La Vanguardia, El Mundo, El Correo, entre otros muchos. Ordesa ha sido traducida y llevada a varios países como Estados Unidos, Francia, Italia, Portugal, Alemania, Polonia y Reino Unido.
En 2019 fue finalista del Premio Planeta con la novela Alegría, una continuación del relato comenzado en Ordesa.
En 2020 publica Roma, considerado la sucesión de sombras provocadas por los movimientos de un hombre que intenta reencontrarse con su alma en las peluquerías, tiendas, mercadillos, hoteles, iglesias, freidurías, restaurantes, calles y callejones de la ciudad eterna y aledaños.
En 2021 publicó Los besos (Planeta), una novela situada en los inicios del confinamiento causado por la COVID-19.
En 2022 publicó una antología poética titulada Una sola vida, que también incluye poemas inéditos.
En 2023, con la obra Nosotros, sobre la muerte y el duelo, ganó el Premio Nadal de Novela.

## Obra literaria

### Novela
- España (DVD, 2008)
- Aire nuestro (Alfaguara, 2009), traducido al francés por Catherine Vasseur (Passage du Nord-Ouest, 2012)
- Los inmortales (Alfaguara, 2012)
- El luminoso regalo (Alfaguara, 2013), traducido al turco por Nazh Cigdem Sagdic Pilcz (Ayrinti Yayinlari, 2015)
- Lou Reed era español (Malpaso, 2016) (traducido al inglés)
- Ordesa (Alfaguara, 2018) (traducido a más de 20 lenguas)
- Alegría (Planeta, 2019)[11] (traducido al francés, alemán, italiano, holandés, portugués, croata, árabe, chino, etc.)
- Los besos (Planeta, 2021) (traducido al francés, italiano y portugués)
- Nosotros (Destino, 2023) (traducido a doce lenguas)
- El mejor libro del mundo (Destino, 2024)

### Relato
- Zeta (DVD, 2002)
- Magia (DVD, 2004)
- Setecientos millones de rinocerontes (Alfaguara, 2015)

### Poesía
- Los días antiguos(Cave Canem, 1990)
- El rumor de las llamas (Olifante, 1990)
- El cielo (DVD, 2000)
- Autopista (La Torre degli Arabeschi, 2004)
- Resurrección (Visor, 2005)
- Calor (Visor, 2008)
- Gran Vilas (Visor, 2012) Great Vilas traducido al inglés por Pablo Rodríguez Balbontín y William Blair (Song Bridge Press, 2016).
- El hundimiento (Visor, 2015)
- Roma (Visor, 2020)

La poesía de Manuel Vilas ha sido traducida al inglés, al francés, al búlgaro y al italiano.

#### Antología
- Poemas (2009)
- Amor: Poesía reunida 1988-2010 (Visor, 2010)
- Antología poética (Barco de Piedra, 2015)
- Poesía completa 1980-2018 (Visor, 2019)[12]
- Una sola vida (Lumen, 2022).

### Ensayo
- La región intermedia (Prames, 1999)
- MV reloaded (Tropo, 2011)
- Listen to me, diario (La Bella Varsovia, 2013)
- Arde el sol sin tiempo, artículos y ensayos (Universidad de Valladolid, 2014)
- América, libro de viajes (Círculo de Tiza, 2017 y Editorial Destino, 2025)
- "Dos tardes con Franz Kafka" (Alianza, 2025)

## Premios
- 2002 Premio Pedro Saputo de las Letras Aragonesas por el libro de cuentos Zeta.
- 2005 Premio Jaime Gil de Biedma de poesía por el libro de poemas Resurrección.[4]
- 2008 Premio Fray Luis de León de Poesía por el libro de poemas Calor.
- 2009 Premio Cálamo Libro del año por la novela Aire Nuestro.[13]
- 2012 Premio Ciudad de Melilla por el libro de poemas Gran Vilas.
- 2013 Primer Premio “Antonio Machado” de Poesía por el poema “Creo”.
- 2014 Premio Generación del 27 por el libro de poemas El hundimiento.
- 2015 X Premio Llanes de Viajes.
- 2016 Premio de las Letras Aragonesas 2015[14]
- 2016 Orden Alejo Zuloaga, Universidad de Carabobo, Venezuela. Medalla de la Universidad Venezolana de Carabobo.
- 2017 Spring Fellow. Obermann Center for Advance Studies, author category. University of Iowa. Iowa City, IA.
- 2019 Premio Femina Etranger, Francia por Ordesa.
- 2019 Finalista Premio Planeta por Alegría.
- 2023 Premio Nadal por Nosotros.